# Anuța Cătună
Anuța Cătună (ur. 1 października 1968 w Lunca Ilvei) – rumuńska lekkoatletka specjalizująca się w biegach długodystansowych, przede wszystkim w biegach maratońskich i półmaratońskich, dwukrotna uczestniczka letnich igrzysk olimpijskich (Atlanta 1996, Sydney 2000).

## Sukcesy sportowe
- mistrzyni Rumunii w biegu na 10 000 metrów – 1992[1]
- mistrzyni Rumunii w półmaratonie – 1993
- zwyciężczyni biegów maratońskich m.in. w Lipsku (1991), La Rochelle (1993), Nowym Jorku (1996)[2] oraz Nashville (2004)

| Rok  | Miasto      | Zawody                            | Konkurencja                      | Wynik                     |
| ---- | ----------- | --------------------------------- | -------------------------------- | ------------------------- |
| 1992 | Newcastle   | Mistrzostwa świata w półmaratonie | bieg drużynowy                   | brązowy medal             |
| 1993 | Bruksela    | Mistrzostwa świata w półmaratonie | bieg drużynowy                   | złoty medal               |
| 1994 | Oslo        | Mistrzostwa świata w półmaratonie | bieg indywidualny bieg drużynowy | brązowy medal złoty medal |
| 1994 | Helsinki    | Mistrzostwa Europy                | bieg maratoński                  | 5. miejsce                |
| 1995 | Montbéliard | Mistrzostwa świata w półmaratonie | bieg indywidualny bieg drużynowy | brązowy medal złoty medal |
| 1995 | Göteborg    | Mistrzostwa świata                | bieg maratoński                  | srebrny medal             |
| 1997 | Ateny       | Mistrzostwa świata                | bieg maratoński                  | 11. miejsce               |

## Rekordy życiowe
- bieg na 15 kilometrów – 53:03 – Tampa 14/02/1998
- półmaraton – 1:09:15 – Lizbona 10/03/1996
- bieg maratoński – 2:27:34 – Boston 20/04/1998